# 339 Dorothea
339 Dorothea је астероид главног астероидног појаса са пречником од приближно 38,25 km.
Афел астероида је на удаљености од 3,300 астрономских јединица (АЈ) од Сунца, а перихел на 2,728 АЈ.
Ексцентрицитет орбите износи 0,094, инклинација (нагиб) орбите у односу на раван еклиптике 9,929 степени, а орбитални период износи 1911,853 дана (5,234 година).
Апсолутна магнитуда астероида је 9,24 а геометријски албедо 0,243.
Астероид је откривен 25. септембра 1892. године.